# فرودگاه کمدن (سیدنی)
فرودگاه کمدن (سیدنی) (به انگلیسی: Camden Airport (Sydney)) یک فرودگاه همگانی با کد یاتا CDU است که یک باند فرود آسفالت دارد و طول باند آن ۱۴۶۴ متر است. این فرودگاه در شهر سیدنی کشور استرالیا قرار دارد و در ارتفاع ۷۰ متری از سطح دریا واقع شده‌است.